# Kirgisische Sozialistische Sowjetrepublik
Die Kirgisische Sozialistische Sowjetrepublik oder kurz: Kirgisische SSR bzw. KiSSR (vereinzelt auch als SSR Kirgisien bezeichnet) war bis zur Unabhängigkeit Kirgisistans 1991 eine Unionsrepublik der Union der Sozialistischen Sowjetrepubliken.  Ihr Territorium ist mit dem des heutigen Kirgisistans identisch.

## Geschichte
Sie wurde am 5. Dezember 1936 gegründet, auf der Basis der zuvor seit dem 1. Februar 1926 bestehenden  zweiten Kirgisischen Autonomen Sozialistischen Sowjetrepublik (Kirgisische ASSR), die wiederum ein Teil der Russischen Sozialistischen Föderativen Sowjetrepublik (RSFSR) war. Die Region war am 24. Oktober 1924 zum Kara-Kirgisischen Autonomen Oblast deklariert worden, als Teil der damaligen Turkestanischen ASSR.
Am 31. August 1991 erklärte die Republik ihre Unabhängigkeit unter dem neuen Namen Republik Kirgisistan. 1993 wurde sie in Kirgisische Republik umbenannt.

## Bevölkerung

### Einwohner
| 1926      | 1939      | 1959      | 1970      | 1979      | 1989      |
| --------- | --------- | --------- | --------- | --------- | --------- |
| 1.002.000 | 1.458.000 | 2.065.837 | 2.932.805 | 3.529.030 | 4.257.755 |

### Ethnien
Die Mehrheit der Bevölkerung waren Kirgisen. Durch Deportationen lebten hier viele weitere und unterschiedliche Minderheiten. 1990 lebten hier etwa 100.000 Kirgisistandeutsche.